# 罗德里克·T·朗
罗德里克·T·朗（Roderick T. Long，1964年2月4日—）是奧地利學派經濟學家，自由意志主義哲学家，奥本大学的教授。他还是莫利纳里研究所、莫利纳里协会的主席、米塞斯研究院的高级学者。他持有的观点介于无政府资本主义和市场无政府主义之间。一般称为“流血的心自由意志主义”

## 生平
1964年2月4日出生在洛杉矶。在哈佛大学（1985）和康奈尔大学（1992）学习哲学。自2002年12月起获终身奥本大学哲学系教职。这是世界上最顶尖的哲学系之一。

## 观点
“自由主义者关于经济和政治的看法是正确的。希腊哲学家在其他方面都是正确的。”这是罗德里克·朗的主页所列出的。
奥地利学派等西方自由意志主义者在早期的中国思想中一般会倾向于反对政府的道家，而罗德里克·朗认为事实上诸子百家并没有符合自由主义原则的学派。他认为道家虽然反对政府权威，但也主张“民至老死不相往来”，反对将建设文明的权利下放给民众；而儒家反对这一点，儒家支持统治者支持百姓的本性，实行仁政，还少见地明确提出要发展经济让民众富裕强国。因此，儒家比道家更接近自由主义。
罗德里克·朗在演讲中认为国家主义和种族主义、性别歧视一样是一种精神盲目。他并不认为与自由意志主义者长期对峙的社会经济结果平等主义者都是坏人。他认为国家主义者在精神上将国家命令视为魔法咒语，在他们心中可以直接执行，并且在事实上保留暴力本质以在现实世界中有效。他还呼吁自由意志主义作为洛克平等派将平等主义的大旗夺回。